# Капетан Леши (стрип)
Капетан Леши је стрипски серијал из жанра партизанског стрипа урађен по истоименом филму српског редитеља и сценаристе Жике Митровића. Цртеж је радио хрватски уметник Јулио Радиловић Јулес.

## Радња
Југословенски партизански командант албанске народности, Рамиз Леши, бори се против балиста, албанског сепаратистичког и фашистичког војног покрета на Косову и Метохији. Међутим, међу балистима се налази и Рамизов рођени брат...

## Стрипографија
1. „Клопка“, сценарио: Жика Митровић, сарадник: Душан Жега, Плави вјесник, бр. 321-342, Загреб, 1960-1961.
2. „Свјетло на граници“, сценарио: Жика Митровић, сарадник: Ненад Брикси, Плави вјесник, бр. 343-366, Загреб, 1961.
3. „Круг је затворен“, сценарио: Жика Митровић, сарадник: Ж. Чалић, Плави вјесник, бр. 367-388, Загреб, 1961-1962.
4. „Обрачун“, сценарио: Жика Митровић, сарадник: Ненад Брикси, Плави вјесник, бр. 473-499, Загреб 1963-1964.

Епизода „Свјетло на граници“ је прештампана у горњомилановачком Ју стрипу 1980, у 28. броју.